# Zonderwijk
Zonderwijk is een woonwijk en voormalig gehucht in de Nederlandse gemeente Veldhoven. De wijk ligt ten noorden van Veldhoven Dorp, ten zuiden van 't Look en ten westen van d'Ekker.
De naam Zonderwijk werd al als plaatsnaam genoemd in akten uit de 13e eeuw. Tussen 1962 en 1966 werd de huidige woonwijk ten oosten van het vroegere gehucht gebouwd. Alle straten in de wijk zijn vernoemd naar sterren, sterrenbeelden, planeten en sterrenkundigen.

## Etymologie
Zonderwijk was de oorspronkelijke, middeleeuwse naam van het dorp Veldhoven. De naam Veldhoven was toen al wel in gebruik, maar hiermee werd een buurtschap binnen het dorp aangeduid. Pas in de tweede helft van de 16e eeuw werd het gebruikelijk om het gehele dorp de naam Veldhoven te geven, en werd Zonderwijk beschouwd als een gehucht bij dit dorp.
Het achtervoegsel wijk is afgeleid van het Romeinse woord vicus, wat 'gehucht' of 'wijk' betekent. Het voorvoegsel 'Zonder' is een oudere vorm van 'zuid'.
Een mogelijke verklaring voor deze naam is dat het kapittel van Oirschot in de middeleeuwen bezittingen had in Zonderwijk, wat ten zuiden van Oirschot ligt. Dit is vergelijkbaar met de oude plaats Westerwijk, die ten westen van Oirschot ligt.

## Het vroegere gehucht
Een akte uit 1240 vermeld dat een zekere Godefridus van Sonderwic land bij Zonderwijk overdroeg aan de Abdij van Postel. Over deze grond moest belasting worden afgedragen aan het kapittel van Oirschot, dat goedkeuring verleende aan deze schenking.
In 1290 verkreeg de abdij van Postel alle rechten over de kerk en tienden van Zonderwijk. Dit was een schenking van Willem II van Boxtel, die tot dan toe de kerk als een zogenaamde eigenkerk in beheer had. Een eigenkerk is een kerk in particulier eigendom.
Een oorkonde uit 1394 vermeld dat de abdij van Postel ook twee boerderijen in Zonderwijk in bezit had. Deze bleven tot de Vrede van Münster in 1648 eigendom van de abdij.
Nadien werden de twee boerderijen verpacht door de Republiek der Zeven Verenigde Nederlanden. In 1713 werden beide boerderijen publiekelijk verkocht voor 520 en 650 gulden. De boerderijen werden aangeduid met Voorste Hoeve en Achterste Hoeve, en lagen aan de Zonderwijksche Straat. Inmiddels had zich rond deze straat het gehucht Zonderwijk gevormd, en werd de rest van het dorp aangeduid onder de naam Veldhoven. Bij de volkstelling van 1859 werden 50 huizen geteld in het gehucht Zonderwijk.
In 1881 besloot het gemeentebestuur van Veldhoven en Meerveldhoven de Zonderwijksche straat te verharden met klinkers, om zo een betere verbinding tussen de dorpskernen van Veldhoven en Oerle te creëren. Later kreeg deze straat de naam Sondervick.

## De huidige woonwijk
Na 1950 nam het aantal inwoners van Veldhoven explosief toe. In 1958 werd een structuurplan opgesteld voor grootschalige woningbouw in de gemeente. In 1960 werd als onderdeel van dit plan de nieuwe woonwijk Zonderwijk ontworpen, die ten oosten van het gelijknamige gehucht werd geplaatst. In 1962 werd met de aanleg begonnen. Aanvankelijk moesten er ongeveer 1500 woningen, een kerk en een winkelcentrum komen. Later werd het aantal woningen teruggebracht tot 1334. In 1966 werd de laatste grond vrijgegeven voor woningbouw.
In 1965 werd een voormalige boerderij aan de Saturnus 9, oorspronkelijk bekend onder het adres Antwerpsebaan 5, verbouwd tot noodkerk. Na terugloop van het kerkbezoek werd besloten geen definitieve kerk meer te bouwen, maar de noodkerk te handhaven. Uiteindelijk nam het kerkbezoek zover af, dat het bisdom genoodzaakt was de kerk te sluiten. Op 30 mei 2004, Pinksteren, vond de laatste viering plaats. Vervolgens werd in juli de kerk gesloopt.
Het oude winkelcentrum Zonderwijk werd in 2011 gesloopt en vervangen door een nieuw winkelcentrum, genaamd De Mira.
Hoofdplaats: Veldhoven

Buurtschappen: Berkt · Halfmijl · Heers · Hoogeind · Scherpenering · Schoot · Toterfout · Vliet · Zandoerle · Zittard

Voormalige gemeenten: Oerle · Veldhoven en Meerveldhoven · Zeelst

Noord-Brabant: Steden en dorpen      Nederland: Provincies · Gemeenten